# Don't Forget
Don't Forget  —en español: No olvides— es el álbum de estudio debut de Demi Lovato. El álbum fue lanzado el 23 de septiembre de 2008 en Estados Unidos a través del sello Hollywood Records. Lovato coescribió la mayoría de las canciones del álbum con los Jonas Brothers, los cuales se encargaron de las producción junto a John Fields. Lovato empezó a trabajar en el proyecto del disco cuando está rodando la película de Disney Channel, Camp Rock. La mayoría de las canciones del álbum fueron escritas durante una gira de los Jonas Brothers. Musicalmente, Don't Forget cuenta con un sonido de pop rock, rock y las letras hablan sobre diversos temas de la adolescencia. El álbum fue recibido con críticas generalmente positivas de los críticos. Debido a que la mayor parte del disco fue coproducido por los Jonas Brothers, los críticos notaron semejanzas distintivas entre los artistas. Sin embargo, las pistas que los Jonas escribieron fueron elogiadas. 
El álbum debutó en la posición número dos del Billboard 200 en Estados Unidos con más de 89 000 copias vendidas en la primera semana permaneciendo en esa posición una semana, llegando así a un total de más de 513 000 copias vendidas hasta finales de enero del 2011. Por otra parte, Don't Forget alcanzó el top 10 de la lista de álbumes de Canadá y las primeras cuarenta posiciones en España y Nueva Zelanda.
«Get Back» fue el primer sencillo del álbum, fue lanzado el 12 de agosto de 2008 y alcanzó la posición cuarenta y tres en el Billboard Hot 100. Fue seguido por «La La Land», fue lanzado el 10 de abril de 2009 y alcanzó el puesto número cincuenta y dos en los Estados Unidos y dentro del top 40 en Irlanda y Reino Unido. El último sencillo fue «Don't Forget», se lanzó únicamente para Radio Disney. En el 2009, Lovato se embarcó en su primera gira, Summer Tour 2009, para promover el álbum junto con uno nuevo, Here We Go Again.

## Antecedentes
Lovato fue descubierta por Disney Channel en una convocatoria abierta en su ciudad natal de Dallas, Texas e hizo su debut en la serie Mientras toca la campana en 2007. Posteriormente, adicionó para un papel en la serie de televisión JONAS L.A., pero no consiguió el papel. En cambio, Lovato recibió el papel principal en la película musical Camp Rock después de cantar para los ejecutivos de la red. El mismo día hizo una audición para un papel en la serie Sonny with a Chance.
Para Camp Rock, presentó una cinta de audición y Gary Marsh, el presidente de entretenimiento de Disney le pidió que cantara.
Lovato dijo: «Ellos me pusieron en un aprieto. No me importa. Cuando la gente me pone en un aprieto, es algo así como: 'Oye, yo no voy a ponerme nerviosa. Voy hacer lo que voy a hacer. Así que hice lo que hice» .
Finalmente, Lovato recibió el papel principal en Camp Rock, y un contrato discográfico con Hollywood Records a principios de 2008.
Demi ha dicho que escribe música muy oscura. Esa fue la razón por la cual les pidió a The Jonas Brothers que le ayudaran a escribir el nuevo material para su álbum. Lovato le dijo a J-14 Magazine «Yo escribo cosas con las cuales no se puede hacer un álbum de Disney. Es muy oscura».
Además, les pidió ayuda a los Jonas Brothers porque había algunas canciones que «necesitaban unos pequeños arreglos», debido a que Lovato sentía que escribía canciones más intensas y menos pegadizas.

## Desarrollo
Lovato empezó a escribir canciones con The Jonas Brothers durante el rodaje de Camp Rock. Más tarde, en la primavera de 2008, ellos coescribieron diez canciones en una semana durante la gira de los Jonas Brothers. Hablando de la experiencia de coproducción, Nick Jonas dijo «Ser capaz de coproducir fue realmente genial y definitivamente algo que vamos a hacer mucho más». El disco fue grabado en diez días y medio.
La inspiración de «Get Back», una canción escrita por los Jonas y Lovato, fue sobre acerca de volver a estar junto a un antiguo novio. «La La Land» fue escrita por Lovato y los Jonas Brothers acerca de las presiones de la fama. Lovato dijo:" «Tienes la oportunidad de estar en Hollywood y muchas veces las personas pueden tratar moldear lo que ellos quieren que seas». «Don't Forget», también coescrito por los Jonas Brothers, fue escrito sobre la experiencia de Lovato de caer en amor con alguien que sólo se aleja, y va a otro lugar. «Pasé por una experiencia como esa y quería escribir sobre ella. Lo superé, y ahora un año más tarde no tengo esos sentimientos acerca de esa persona nunca más», dijo Lovato. La lista final del disco constaba de seis canciones coescritas por los Jonas Brothers, incluyendo el dueto On the Line. El resto del álbum fue producido por Fields. Para la canción Party, hizo la entrada de la música y la letra y Schwartzman le ayudó. Lovato escribió la canción «Trainwreck» por su cuenta y coescribió la mayoría de las pistas restantes, a excepción de «The Middle», escrito por Fields, Kara DioGuardi y Jason Reeves, y «Until You're Mine», escrito por Andy Dodd y Adam Watts.

## Recepción

### Comentarios de la crítica
Don't Forget recibió críticas positivas en su mayoría. Stephen Thomas Erlewine de Allmusic escribió una crítica positiva del álbum, que calificó de «pop puro». Nick Levine de Digital Spy señaló que el álbum suena «como la versión femenina de The Jonas Brothers». Joey Guerra de The Houston Chronicle dijo que el álbum «suena un poco serio». Además dijo, que «con Don't Forget, Demi Lovato sale de su habitación para crecer». Por último, Michael Slezak de Entertainment Weekly calificó el álbum con una «C» y escribió que Demi Lovato ha tomado inspiración de Ashlee Simpson en lugar de Janis Joplin.

### Recepción comercial
Don't Forget recibió una buena recepción comercial, sobre todo en países norteamericanos. La semana que finalizó el 11 de octubre de 2008, el disco debutó en la posición dos del Billboard 200, vendiendo más de 89 000 copias en esa semana. La siguiente semana, el álbum bajó a la posición dieciséis. Don't Forget pasó cuarenta y cinco semanas en dicho conteo, y fue certificado disco de oro por más de 500 000 copias comercializadas. Hasta mayo de 2012, vendió más de 513 000 copias en los Estados Unidos, según Nielsen SoundScan, siendo el álbum más vendido de Lovato. En Brasil, el disco ha vendido poco más de 19 500 copias, divididos en 15 000 copias de la edición estándar y 4 500 de la edición de lujo, faltando 500 copias para la certificación de disco de oro. Don't Forget ingresó en la posición cinco de la lista Canadian Albums Chart de Canadá, donde pasó dos semanas dentro. En la semana que finalizó el 26 de octubre de 2008, el disco entró en la posición trece de la lista Spanish Album Chart de España, abandonando la lista 23 de septiembre de 2009 con un total de veintitrés semanas en ella. En Nueva Zelanda, el álbum debutó en la posición treinta y cuatro de la lista New Zeland Albums Chart.

## Lista de canciones
- Edición estándar[10][11]

| N.º | Título                                   | Escritor(es)                                       | Productor(es)               | Duración |  |
| 1.  | «La La Land»                             | Demi Lovato, Nick Jonas, Joe Jonas, Kevin Jonas II | John Fields, Jonas Brothers | 3:16     |  |
| 2.  | «Get Back»                               | Lovato, N. Jonas, J. Jonas, K. Jonas               | Fields, Jonas Brothers      | 3:20     |  |
| 3.  | «Trainwreck»                             | Lovato                                             | Fields                      | 3:17     |  |
| 4.  | «Party»                                  | Lovato, Fields, Robert Schwartzman                 | Fields                      | 3:53     |  |
| 5.  | «On the Line» (featuring Jonas Brothers) | Lovato, N. Jonas, J. Jonas, K. Jonas               | Fields, Jonas Brothers      | 3:26     |  |
| 6.  | «Don't Forget»                           | Lovato, N. Jonas, J. Jonas, K. Jonas               | Fields, Jonas Brothers      | 3:43     |  |
| 7.  | «Gonna Get Caught»                       | Lovato, N. Jonas, J. Jonas, K. Jonas               | Fields, Jonas Brothers      | 3:11     |  |
| 8.  | «Two Worlds Collide»                     | Lovato, N. Jonas, J. Jonas, K. Jonas               | Fields, Jonas Brothers      | 3:18     |  |
| 9.  | «The Middle»                             | Kara DioGuardi, Fields, Jason Reeves               | Fields                      | 3:05     |  |
| 10. | «Until You're Mine»                      | Adam Watts, Andy Dodd                              | Fields                      | 3:31     |  |
| 11. | «Believe in Me»                          | Lovato, Fields, DioGuardi                          | Fields                      | 3:42     |  |

| Bonus track japoneses |                                    |          |  |
| N.º                   | Título                             | Duración |  |
| 12.                   | «La La Land» (Caramel Pod D Remix) | 7:11     |  |

| Bonus tracks Edición internacional. |               |                                      |                        |          |  |
| N.º                                 | Título        | Escritor(es)                         | Producer(s)            | Duración |  |
| 12.                                 | «Back Around» | Lovato, N. Jonas, J. Jonas, K. Jonas | Fields, Jonas Brothers | 3:10     |  |

- Edición de Lujo

| Bonus tracks de la Edición de lujo |                                             |                                      |                        |          |  |
| N.º                                | Título                                      | Escritor(es)                         | Producer(s)            | Duración |  |
| 12.                                | «Behind Enemy Lines»                        | Lovato, N. Jonas, J. Jonas, K. Jonas | Fields, Jonas Brothers | 2:50     |  |
| 13.                                | «Lo Que Soy» (This Is Me – Spanish version) | Watts, Dodd                          | Watts, Dodd            | 3:28     |  |

| DVD de la edición de lujo |                                                              |          |  |
| N.º                       | Título                                                       | Duración |  |
| 1.                        | «Get Back» (The Making of the Video & Music Video)           |          |  |
| 2.                        | «Backstage footage from Jonas Brothers 2008 Burnin' Up Tour» |          |  |
| 3.                        | «La La Land» (The Making of the Video & Music Video)         |          |  |
| 4.                        | «Don't Forget» (Live performance)                            |          |  |
| 5.                        | «Behind the Scenes & Photo Slideshow»                        |          |  |
| 6.                        | «In the Studio with Demi Lovato»                             |          |  |
| 7.                        | «In tune with Demi Lovato (Menú escondido)»                  |          |  |

## Posicionamiento en listas

### Semanales
| País           | Lista (2008–09)               | Mejor posición |
| -------------- | ----------------------------- | -------------- |
| Canadá         | Canadian Albums Chart         | 9              |
| España         | Spanish Albums Chart          | 13             |
| Estados Unidos | Billboard 200                 | 2              |
| Estados Unidos | Billboard Digital Albums      | 2              |
| Estados Unidos | Billboard Top Internet Albums | 1              |
| Irlanda        | Irish Albums Chart            | 84             |
| Italia         | Italian Albums Chart          | 77             |
| Japón          | Japanese Albums Chart         | 116            |
| México         | Mexican Albums Chart          | 62             |
| Nueva Zelanda  | New Zealand Albums Chart      | 34             |
| Polonia        | Polish Albums Chart           | 43             |
| Reino Unido    | UK Albums Chart               | 192            |

### Anuales
| País           | Lista         | Posición |
| 2009           | 2009          | 2009     |
| -------------- | ------------- | -------- |
| Estados Unidos | Billboard 200 | 133      |

### Certificaciones
| País           | Organismo Certificador | Ventas Certificadas | Certificación | Simbolización | Ref.   |
| -------------- | ---------------------- | ------------------- | ------------- | ------------- | ------ |
| Estados Unidos | RIAA                   | 500 000             | Oro           | ●             | [ 27 ] |